# AbemaNews
AbemaNews股份有限公司（日語：株式会社AbemaNews、アベマニュース）是Cyber Agent和朝日電視台共同出資設立的網路新聞頻道，以及新聞節目的製作企業。ABEMA新闻频道（ABEMA News）在2016年4月11日正式開播。

## 外部連結
- ABEMA NEWSチャンネル 音量注意
- 株式会社AbemaNews （页面存档备份，存于）
- ABEMAニュース的X（前Twitter）
- YouTube上的ABEMAニュース頻道